# Ante Alberti
Ante Alberti (Split, 15. veljače 1757.− Split, 12. veljače 1804.), hrvatski pravnik, skladatelj i zborovođa iz patricijske obitelji Albertija.
Školovao se u Splitu, gdje je pohađao sjemenišnu gimnaziju, a studij najvjerojatnije u Padovi. Poslije je stekao naslov maestro (di musica). Bio je član Velikog vijeća i kapelnik splitske katedrale.
Njegov skladateljski opus čine uglazbljene mise, moteti, psalmi i responzoriji Velikoga tjedna. Pisani su uglavnom za troglasni zbor uz pratnju orgulja. Manji dio skladan je za pratnju gudača.